# Thrixspermum pardale
Thrixspermum pardale är en orkidéart som först beskrevs av Henry Nicholas Ridley, och fick sitt nu gällande namn av Rudolf Schlechter. Thrixspermum pardale ingår i släktet Thrixspermum och familjen orkidéer. Inga underarter finns listade i Catalogue of Life.